# Lâu đài Ostróda
Lâu đài Ostróda - một lâu đài nằm trong khu vực của Huyện Ostróda, Warmian-Masurian Voivodeship; ở Ba Lan.

## Lịch sử
Thành trì của những Hiệp sĩ Teutonic đầu tiên trong khu vực xuất phát từ năm 1270. Đây là một cấu trúc bằng gỗ, nằm trên một vị lãnh địa của nước Phổ cũ, nằm trên một hòn đảo nhỏ ở giữa vùng nước của hồ Dwęrcki và sông Drwęca. Lâu đài ở Ostróda ban đầu là trụ sở của Starosta từ Ostróda, người phụ thuộc vào chính quyền của Komtur của Dzierzgoń. Một thành trì mới được xây dựng từ năm 1350 đến 1370. Komtur của Ostróda Günter von Hohenstein được biết đến với việc nâng cao lâu đài ở Ostróda và Lâu đài Teutonic ở Świecie. Trái ngược với lâu đài ở Świecie, lâu đài Ostróda không có tháp, điều hiếm thấy trong kiến trúc Teutonic cho đến thế kỷ thứ mười bốn. Năm 1381, hai cấu trúc lâu đài tồn tại, một cái mới và cũ, cả hai đều bị Công tước Litva Kęstutis đốt cháy.
Từ một câu thánh thư Teutonic:"... castrum Osterode novum cum antiquoplene exustum est" - (lâu đài mới ở Ostróda cùng với cái cũ đã bị thiêu rụi hoàn toàn).
Để chuẩn bị sẵn sàng cho cuộc chiến mới với Vương quốc Ba Lan, lâu đài được bao quanh bởi một con hào. Con hào chứa đầy nước. Con hào được lấp đầy bằng đất vào thế kỷ thứ mười tám. Điểm truy cập từ phía đông của lâu đài là bởi một cây cầu bascule, dẫn đến một cổng đá granit. Ngôi làng xung quanh lâu đài phục vụ cho việc lưu trữ, nhà máy bia và lò rèn. Trong trận Grunwald, lâu đài được sử dụng để hỗ trợ phòng thủ chống lại quân đội Ba Lan. Lâu đài trở nên suy tàn rất nhiều trong thế kỷ mười chín và hai mươi. Trong Thế chiến II, lâu đài đã bị quân đội Wehrmacht đốt cháy. Công cuộc cải tạo của lâu đài bắt đầu vào năm 1974. Hiện tại, lâu đài có một phòng trưng bày, thư viện và một bảo tàng.